# پادشاه گونگمین
گونگ‌مین (تولد ۲۳ می ۱۳۳۰ - مرگ ۲۷ اکتبر ۱۳۷۴) سی و یکمین پادشاه گوریو بود که در سال ۱۳۵۱ پس از پادشاه چونگ جونگ به حکومت رسید و تا سال ۱۳۷۴ حکومت کرد. او پسر پادشاه چونگ سوک بود.

## سلطنت
پادشاه گونگ مین هنگامی که به پادشاهی رسید، شروع به اصلاح حکومت گوریو کرد. اولین اقدام او این بود که تمامی اشراف و مأمورین نظامی که طرفدار یوآن بودند را عزل کند. این افراد یک جناح مخالف دولت را تشکیل می دادند که حتی اقدام به یک کودتای ناموفق علیه پادشاه نیز کردند. جو ایل شین که یک مقام رسمی بود، سعی کرد که دولت را در دست بگیرد، اما این شورش او توسط ژنرال چوی یونگ خنثی شد.

### تهاجم مغول ها
طی تهاجمات مغول در سالهای ۱۲۵۰ الی ۱۲۷۰ میلادی، استان های شمالی کره، با نام سانگسئونگ ضمیمهٔ خاک آنها شد.

## مرگ
او در سال ۱۳۷۴ میلادی توسط چوی مان سنگ و عده ای دیگر کشته شد. یکی از مردان جوان به نام هونگ ریون، با یکی از هم بالین های پادشاه رابطه داشت که باعث خشم پادشاه گونگ مین شد و پادشاه خواست که او را بکشد، اما قبل از حکم او، پادشاه گونگ مین توسط هونگ ریون و چوی مان سائنگ در خواب کشته شد.
پس از مرگ او، یک مقام عالی رتبه به نام یی این ایم، دولت گوریو را در دست گرفت و رئیس دولت در زمان پسر گونگ مین، پادشاه یو شد.

## بعنوان یک هنرمند
از وی بعنوان یکی از بهترین هنرمندان و خوشنویسان دورهٔ گوریو یاد می کنند.

## خانواده
- پدر : پادشاه چونگ سوک از گوریو
  - پدربزرگ : پادشاه چونگسئون از گوریو
  - مادربزرگ : بانو یاسوکجین یی-بی
- مادر : ملکه گونگ وون از قبیلهٔ نامیانگ هونگ
  - پدربزرگ : هونگ گیو
  - مادربزرگ : بانو کیم از قبیلهٔ گوانگجو کیم
- همسر ها:

1. ملکه ایندئوک از قبیلهٔ بورجیگین
2. ملکه سونجئونگ از قبیلهٔ گوکسان هان
3. هم بالین سلطنتی بان-یا
  1. پادشاه یو از گوریو ، یو وانگ